# نصرت آباد سفلي (مقاطعة دلفان)
نصرت‌آباد سفلي (بالفارسية: نصرت‌آباد سفلی) هي قرية تقع في قسم ميربغ الشمالي الريفي (مقاطعة دلفان) في إيران. يقدر عدد سكانها بـ 171 نسمة .